# Parezja
Parezja albo parrezja (grec. παρρησία [παν = wszystko + ρησις / ρημα = mówienie / mowa] znaczy dosłownie „mówić wszystko”) – wolna, otwarta, szczera i jasna wypowiedź. Dotyczy aktu mówienia: jest wyrażeniem siebie w jakimś konkretnym zakresie. Jest wyrazem przekonania o prawdzie lub wierze mówiącego. Chrześcijańskie wyznanie wiary w Boga Ojca to przykład parezji jako świadectwa wiary religijnej.
Parezja ma swoją pozytywną i negatywną formę. W negatywnej – może obrażać i ranić odbiorcę. W pozytywnej – jest aktem odwagi mówiącego wobec odbiorcy, który – aby w dialogu mówić o parezji – musi mieć wyższą pozycję.
Parezjastować – mówić otwarcie, wprost; parezjasta – mówca, który wypowiada szczerze i jasno swoją opinię. W tym sensie niedobierająca słów parezja jest przeciwieństwem sztucznej retoryki. Mowa parezjastyczna, wyrażająca osobiste zaangażowanie mówcy, znana była z greckiej agory (por. isegoria) i utrzymała swój demokratyczny prestiż przez niemal całe tysiąclecie od V wieku przed Chrystusem, po V wiek naszej ery. Do czasów Kartezjusza parezja była utożsamiana z prawdą. W erze kartezjańskiej przyjęty został nowy sposób uzgadniania przekonań na temat rzeczywistości z prawdą: poprzez przedstawienie przekonywających dla umysłu dowodów prawdy wywodzących się z bezpośredniego doświadczenia.
Parezja jest mową polityczną, wynika z wolności słowa. Rodziła się wraz z ateńską demokracją i ewoluowała jako demokratyczne narzędzie dopominania się o prawdę. Na agorze parezja charakteryzowała dobrego obywatela, który mówi bezpośrednio, wśród równych do równych. Na dworze mogła znamionować dobrego władcę, który w imię prawdy gotów jest poświęcić siebie; w epoce tyranów parezjasta wypowiadał się w imieniu tych, którzy mówić nie mogą.
Podstawą parezji jest mówienie prawdy, parezjastować to mówić prawdę, której wartość ze względu na moralny autorytet mówcy jest niepodważalna. Parezjasta to mówca nieustraszony, przyjmujący ryzyko mówienia prawdy nie z przymusu, bo jego wypowiedź jest wolna i wynika z czystego poczucia obowiązku, dlatego narażający się na niebezpieczeństwo, gdy prawda może w niego godzić. Dowodem jego uczciwości jest odwaga. W dialogu przyjmuje pozycję słabszego, który krytykując swoje błędy, wytyka błędy innym. Parezja jest mową krytyczną pozbawioną argumentu siły i kierującą swe ostrze przeciwko władzy, formą obywatelskiego obowiązku mówienia prawdy tym, dla których prawda jest niewygodna.
Michel Foucault analizując parezję podkreśla, że parezja jest rodzajem aktywności mowy, w której relację z prawdą określa szczerość, relację z życiem definiuje niebezpieczeństwo, relację z sobą i innymi charakteryzuje krytycyzm, zaś z moralnym prawem wyraża wolność i obowiązek.
Parezjastą był Sokrates jako filozof głoszący prawdę. Parezjaści epikurejscy jako nauczyciele leczyli duszę. Mowa parezjastyczna stosowana jest w terapii pourazowej, bowiem emocjonalne mówienie prawdy, szczere, bezpośrednie i bez strachu, tego, co „leży na sercu” wyzwala z traumatycznego milczenia.